# Ludvík Kysela

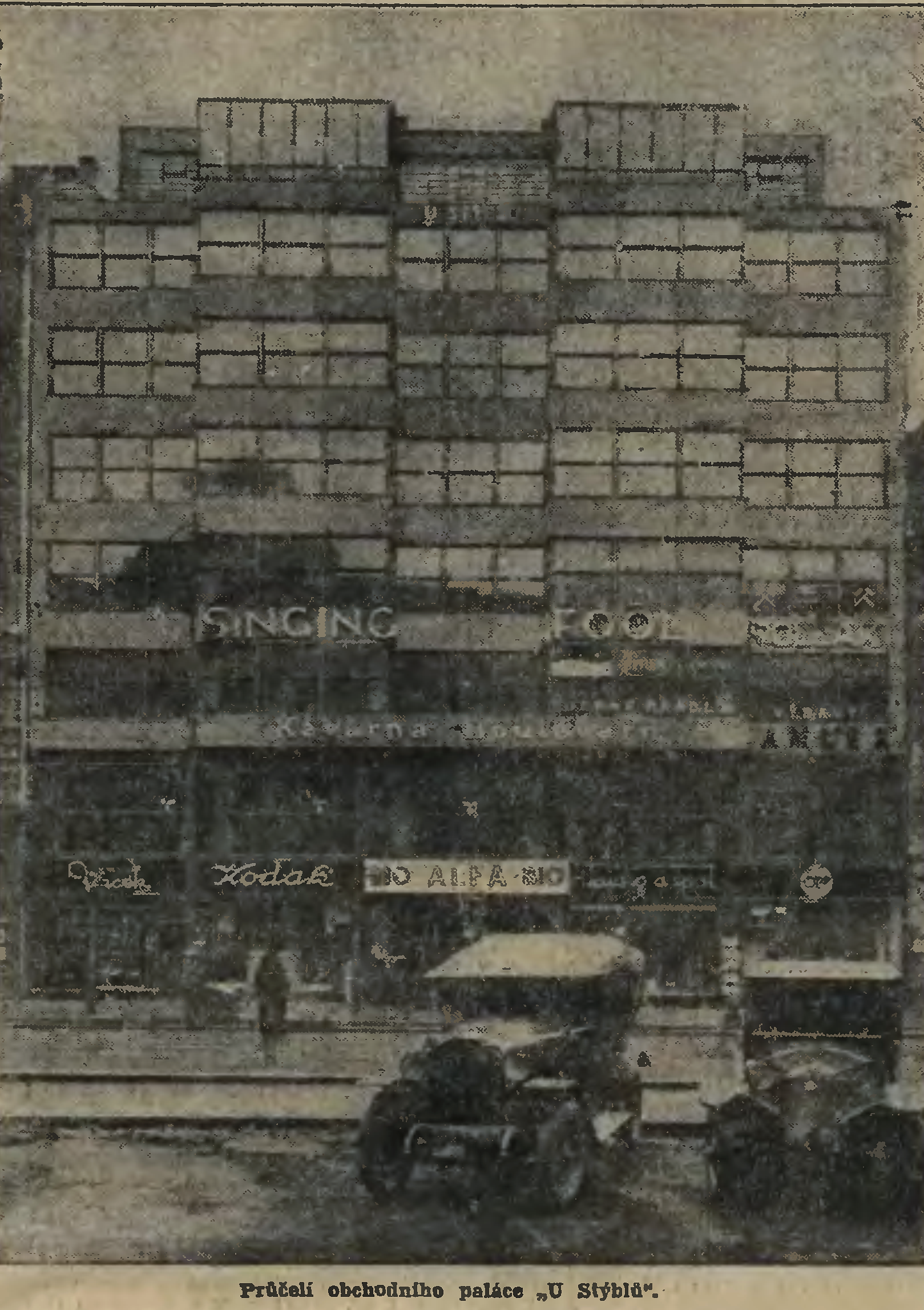
Palacio Alfa, Praga (1929)

Ludvík Kysela (Kouřim, 25 de abril de 1883–Praga, 10 de febrero de 1960) fue un arquitecto checoslovaco que jugó un importante papel en el desarrollo de la vanguardia en su país a principios del siglo XX.

## Biografía
Kysela estudió arquitectura en la ČVUT (Universidad Técnica Checa en Praga) entre 1902 y 1908. Tras la Primera Guerra Mundial, trabajó para el Instituto Estatal para el Diseño de la Construcción de Praga y la Comisión Estatal de Reglamentos.
A principios de los años 1920 se adhirió a algunos de los movimientos que darían forma a la vanguardia checoslovaca, como por ejemplo el equipo de redacción de la revista Stavba, que inició su andadura en 1922 de la mano del Klub Architektu. Allí colaboró con Oldřich Starý y Oldřich Tyl, mientras que a partir del segundo volumen, también lo haría con Bedřich Feuerstein y Karel Teige.
Nunca conformó un estudio de arquitectura propio, aunque sí proyectó y ejecutó algunos de los edificios más relevantes de la época en Praga. En estos puso en práctica su formación, yendo desde el cubismo, como se aprecia en el 270 de la plaza Malostranské, construido en 1912, y llegando hasta el funcionalismo en el que destaca el uso de grandes superficies de cristal. Ejemplos de este son los grandes almacenes Lindt (1926), el departamento de la zapatería Bata (1928-1929) y el palacio Alfa (1929).
Ese funcionalismo tuvo dos vertientes en la antigua Checoslovaquia, el asociado a Devětsil y descrito como funcionalismo emocional, y el relacionado con Stavba que se definió como funcionalismo objetivo, al que pertenecieron Ludvík Kysela, Jan Koula, František Libra, Bohuslav Fuchs o Josef Fuchs.
Los edificios proyectados por Kysela eran estructuras de hormigón tipo Dom-Ino —una estructura básica de edificio diseñada por Le Corbusier— con fachadas de muros cortina y núcleos de servicios dispuestos a un lado.